# Titanoboa: Monster Snake
Titanoboa: Monster Snake is een natuurdocumentaire gemaakt onder toezicht van het Smithsonian Institute en uitgebracht in 2012. In de film gaat men op zoek naar de titanoboa, de grootste slang die ooit leefde, met een geschatte lengte van 12 tot 15 meter en een gewicht van ruim 1100 kilogram.

## Storyline
Meet Titanoboa: She's longer than a bus, eats crocodiles for breakfast and makes the anaconda look like a garter snake.

## Beschrijving
In december 2002 vond een jonge Colombiaanse geoloog in de El Cerrejón-steenkoolmijn in het noordoosten van het land het eerste fossiel in de Cerrejón-formatie; een blad.
Dit leidde tot meer paleontologische expedities en meer en meer bijzondere fossielen werden gevonden; bananen, avocado's, cacao en palmen, de eersten in hun soort. Cerrejón was het eerste neotropische oerwoud in de wereld.
In de documentaire gaat men op zoek naar Titanoboa en probeert men een grootte te modelleren. De reuzenslang zou 12 tot 15 meter lang geworden moeten zijn en ruim 1100 kilogram zwaar. Hij was in staat complete krokodillen als Cerrejonisuchus en Acherontisuchus die in de formatie zijn gevonden, naast Dipnoi incertus, een fossiele longvis en verschillende soorten schildpadden, te verslinden.
De grootte van de reuzenslang, de langste tegenwoordige slangen worden ongeveer 8 meter en hooguit een vijfde van het gewicht van Titanoboa, was alleen mogelijk in het hete (10 graden Celsius warmer dan nu) en regenachtige (> 4000 mm/jaar) kustmoeras van het Paleoceen.

## Dieren
- Titanoboa
- Acherontisuchus
- Cerrejonisuchus
- Carbonemys
- Dipnoi incertus